# Neel Mukherjee

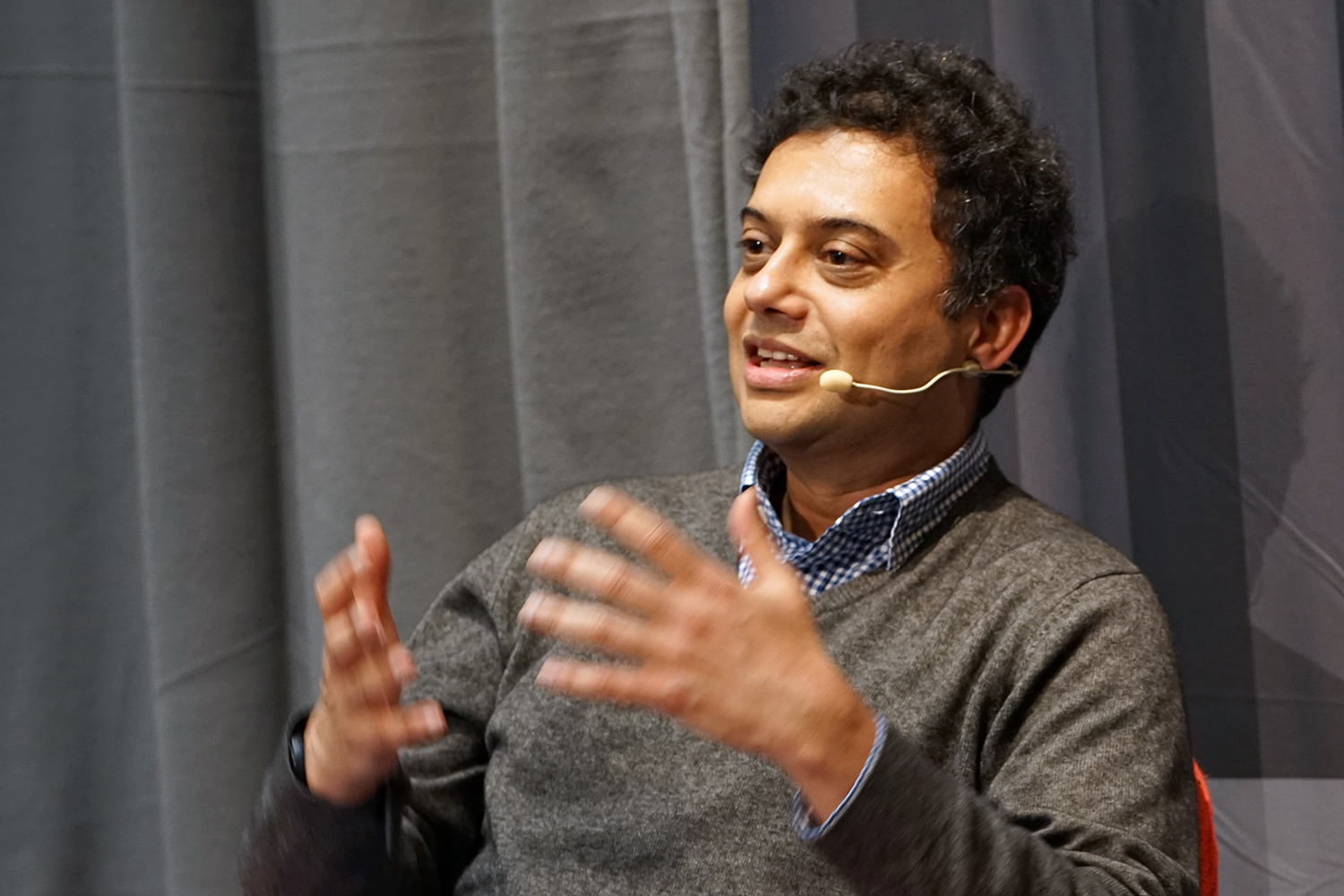
Neel Mukherjee (2018)

Neel Mukherjee (geboren 1970 in Kalkutta, West-Bengalen, Indien) ist ein indischer, in englischer Sprache schreibender Autor.

## Leben
Mukherjee wurde an der Don Bosco School, Park Circus in Kalkutta erzogen und studierte danach an der Jadavpur University das Fach Englisch. Er erhielt ein Rhodes-Stipendium für das University College (Oxford) bis zu seinem Abschluss im Jahre 1992. Er promovierte am Pembroke College und schloss das Fach Creative Writing 2001 an der University of East Anglia in Norwich, Grafschaft Norfolk ab.
Seit 2008 veröffentlichte Mukherjee drei Romane, die zum Teil preisgekrönt wurden. Er lebt in London und engagiert sich unter anderem als Jurymitglied im Komitee zur Verleihung des Hawthornden-Preises.

## Politische Einstellungen
Im Oktober 2024 gehörte Mukherjee zu den Unterzeichnern eines Aufrufs zum Boykott israelischer Kulturinstitutionen, „die an der überwältigenden Unterdrückung der Palästinenser mitschuldig sind oder diese stillschweigend beobachtet haben“.

## Preise und Auszeichnungen
- Vodafone Crosswords Book Award in der Sparte English Fiction für Past Continuous 2008
- für dasselbe Buch Writer of the Year Award 2009, der Zeitschrift GQ India
- Vorschlagsliste DSC Prize for South Asian Literature für A Life Apart 2011
- Encore Award für The Lives of Others 2014
- Vorschlagsliste Man Booker Prize 2014 für dasselbe Buch

## Werke (Auszug)
- Past Continuous, Picador India, 2008.
- A Life Apart, Constable and Robinson, London 2010.
- The Lives of Others, Chatto & Windus, London 2014.
  - In anderen Herzen, aus dem Englischen übersetzt von Ditte und Giovanni Bandini, Verlag Antje Kunstmann, München 2016, ISBN 978-3-95614-089-1.
- A state of freedom. 2017
  - Das Leben in einem Atemzug. Übersetzung Giovanni und Ditte Bandini. München : Antje Kunstmann, 2018
- Choice. Atlantic, London 2024, ISBN 978-1-80546-049-7.